# Moshé Naïm
Moshé Naïm (1930s – París?, 2014), fue un productor musical francés de origen judío.
En su trayectoria profesional, trabajó con artistas como Paco Ibánez, Luis Cilia, Xavier Ribalta, Miguel Abuelo, entre otros. Fue el dueño y promotor del sello discográfico «Les Uns par les Autres» ('Los Unos por los Otros'), asociado a la multinacional Polydor.

## Biografía
Nacido en la década de 1930, Moshé Naïm, ciudadano francés de origen judío y afincado en París, entró en la historia de la música como productor discográfico. A través de su amistad con diversos pintores españoles (Salvador Dalí, Antonio Saura, Manuel Ortega), o el venezolano Jesús Rafael Soto, asumió y desarrolló su papel de mecenazgo artístico con un conjunto de artistas noveles exiliados o emigrados en Francia, perseguidos en países con regímenes totalitarios en ese entonces, como España, Portugal o Argentina. Su tarea, en el marco idóneo del París de los años 60 resultaría ejemplar y singular en la promoción de poetas y escritores de diversos ámbitos y países (y en especial de la historia de la literatura española e ibérica). 
Naïm patrocinó a cantautores españoles como Paco Ibánez, Xavier Ribalta, Carmela o el guitarrista Antonio Membrado, portugueses como Luis Cilia, argentinos como el Cuarteto Cedrón o Miguel Abuelo, brasileños como “Teca y Ricardo”, el peruano Waskar Amaru, el francés Oswald d'Andréa, y el sirio Francois Rabbath. Su tarea promotora abarcó el ámbito musical así como producciones culturales mixtas junto a la obra de poetas como Rafael Alberti, Neruda o Raúl González Tuñón, y pintores como Dalí, Ortega, etc.
Con esos elementos, Naïm puso en marcha a finales de los sesenta la colección “Les Uns par les Autres” (pequeño sello discográfico), y años más tarde el sello EMEN (de M.N., las iniciales de Moshé Naïm), con distribución en Estados Unidos, Sudamérica y Europa, remasterizando y digitalizando el catálogo musical histórico de sus grabaciones de las décadas de 1960 y 1970, en formato CD.
También produjo productos singulares como la obra sonorizada dedicada a Sartre, Huis clos, grabada en 1964 y prologada por el propio filósofo existencialista ("L'enfer c'est les autres"). En estos ámbitos puede citarse también la grabación de la puesta en escena de 1962, del Pierre Vaneck de Edmond Rostand representado en el Teatro del Châtelet, con textos de Maurice Clavel.

## Producciones discográficas

### Cronología de vinilos de la primera edición de la colección «Les Uns par les Autres»
- MN 10 001 Paco Ibáñez: La poésie espagnole de nos jours et de toujours-2. LP (Moshé  Naïm, 1967).
- MN 10 002 Luis Cilia: La poésie portugaise de nos jours et de toujours-1. LP (Moshé Naïm, 1967).
- MN 20 001 Xabier Ribalta: La poésie catalane de nos jours et de toujours. MP (Moshe Naïm, 1967).
- MN 10 003 Paco Ibáñez: La poésie espagnole de nos jours et de toujours-3. LP (Moshé Naïm, 1969).
- MN 10 005 Luis Cilia: La poésie portugaise de nos jours et de toujours-2. LP (Moshé Naïm, 1969).
- MN 10 006 Carmela: Chants d'Espagne et d'Amérique Latine. LP (Moshé Naïm, 1969)
- MN 10 007 - MN 10 008 Paco Ibáñez a l'Olympia. 2 LP (Moshé Naïm, 1969).
- MN 10 012 Luis Cilia: La poésie portugaise de nos jours et de toujours-3. LP (Moshé Naïm, 1971).

### Reediciones de Polydor Francia de las grabaciones producidas por Moshé Naïm
[AÑOS 60]
- 658 022 GU Paco Ibáñez: Poèmes de Federico García Lorca et Luís de Góngora. LP (Moshé Naïm - Polydor Privilege).
- 658 050 Luis Cilia: La poésie portugaise de nos jours et de toujours-1. LP (Moshé Naïm - Polydor).
- 658 059 Paco Ibáñez: La poésie espagnole de nos jours et de toujours-2. LP (Moshé  Naïm - Polydor).

[AÑOS 70-80]
- 2393 212 Paco Ibáñez: La poésie espagnole de nos jours et de toujours-3. LP (Moshé  Naïm - Polydor).
- 2467 016  Paco Ibáñez: La poésie espagnole de nos jours et de toujours-2. LP (Moshé  Naïm - Polydor).
- 2473 011 Paco Ibáñez: La poésie espagnole de nos jours et de toujours-1. LP (Moshé  Naïm - Polydor).
- 2473 012 Paco Ibáñez: La poésie espagnole de nos jours et de toujours-2.LP (Moshé  Naïm - Polydor).
- 2480 020  Paco Ibáñez: La poésie espagnole de nos jours et de toujours-1. LP (Moshé  Naïm - Polydor).
- 2480 021 Paco Ibáñez: La poésie espagnole de nos jours et de toujours-2. LP (Moshé  Naïm - Polydor).
- 2675 174  Paco Ibáñez: Paco Ibáñez a l'Olympia. DOBLE LP (Moshé Naïm - Polydor)

### Reediciones españolas del sello Sonoplay (llamado Movieplay desde 1969)
- SN 20 092 Paco Ibáñez: Don dinero / Andaluces de Jaén. SINGLE (Sonoplay, 1968).

- M 26 011 Paco Ibáñez: La poesía española de ahora y de siempre. LP (Sonoplay, 1968).

- SN 20 113 Paco Ibáñez: Me lo decía mi abuelito / Es amarga la verdad (La pobreza). SG (Sonoplay, 1968).

- M 26 018 Luis Cilia: La poesía portuguesa de ahora y de siempre-1. LP (Sonoplay, 1968).

- SBP 10 134 Luis Cilia: La poesía portuguesa de ahora y de siempre. EP (Sonoplay, 1969).

- SBP 10 149 Paco Ibáñez: La poesía es un arma cargada de futuro / España en marcha / Verdad, mentira / Romance satírico. EP (Movieplay, 1969).

- SBP 10 240 Paco Ibáñez: La poesía es un arma cargada de futuro / España en marcha. SG (Movieplay, 1969).

### Reediciones del sello Polydor España
- 20 62 008 Paco Ibáñez: Como tú / Palabras para Julia. SINGLE (Moshé  Naïm - Polydor, 1970).

- 20 62 024 Xabier Ribalta: La Poesía catalana de hoy y de siempre. EP (Moshé Naïm – Polydor, 1971).

- 23 85 004 Paco Ibáñez: La poesía española de hoy y de siempre-3. LP (Moshé  Naïm - Polydor, 1971).

- 23 85 008 Luis Cilia: La poesía portuguesa de hoy y de siempre-2. LP (Moshé Naïm - Polydor, 1973).

- 23 85 045 - 23 85 046 Paco Ibáñez: Paco Ibáñez en el Olympia. DOBLE LP (Moshé Naïm - Polydor, 1972).

- 23 88 064 Carmela. Canciones de España y de América Latina. LP (Moshé  Naïm - Polydor, 1973).

- 658022GU Paco Ibáñez: Poemas de Federico García Lorca y Luís de Góngora-1. LP (Moshé  Naïm - Polydor, 1974).

- 23 93 318 Paco Ibáñez: La poesía española de hoy y de siempre-3. LP (Moshé  Naïm - Polydor, 1982).

- 23 93 319 Paco Ibáñez: La poesía española de ahora y de siempre-2. LP (Moshé  Naïm - Polydor, 1982).

- 26 75 227 Paco Ibáñez: Paco Ibáñez en el Olympia. DOBLE LP (Moshé Naïm - Polydor, 1982).

### Ediciones digitales por EMEN-Moshé Naím
- MN 43 001. Paco Ibáñez: La poésie espagnole de nos jours et de  toujours-1. CD (EMEN -Moshé Naïm, 1996).

- MN 43 002. Paco Ibáñez: La poésie espagnole de nos jours et de toujours-2. CD (EMEN - Moshé  Naïm, 1996).

- MN 43 003. Paco Ibáñez: La poésie espagnole de nos jours et de toujours-3. CD (EMEN - Moshé Naïm, 1996).

- MN 43 021. Paco Ibáñez: Au théâtre de la Comedia (Madrid, 1968). CD (EMEN - Moshé Naïm, 2002).

- MN 43 023. Paco Ibáñez: Au théâtre de la Ópera (Buenos Aires, 1971). CD (EMEN - Moshé Naïm, 2002).

- MN 43 601 Luis Cilia: La poesía portuguesa de nos jours et de toujours. CD (EMEN, 1996).